# LXXVI Korpus Armijny (III Rzesza)
LXXVI Korpus Armijny, niem. LXXVI. Armeekorps – jeden z niemieckich korpusów armijnych, w 1943 roku przemianowny na LXXVI Korpus Pancerny. 
Utworzony 29 czerwca 1943 roku w okupowanej przez III Rzeszę Francji z części LXVI Korpusu Rezerwowego. Miesiąc później przekształcony w LXXVI Korpus Pancerny. Dowodził nim generał wojsk pancernych Traugott Herr. 

## Dowództwo korpusu
Dowódca:
- gen. Traugott Herr

Szef sztabu:
- płk Henning-Werner Runkel[2]

## Struktura organizacyjna
Jednostki korpuśne: 476 Dowództwo Artylerii, 476 batalion łączności i 476 Korpuśny Oddział Zaopatrzeniowy